# 어리여치
어리여치(문화어: 귀뚜라미여치)는 어리여치과의 곤충이다. 몸 길이는 24-30mm 정도이고 황록색 몸에 연갈색 날개가 있다. 촉각은 몸길이의 수 배에 달한다. 머리는 짧고 굵다. 입에서 나온 실로 나뭇잎을 얽어서 집을 짓고 산다. 밤에 활동하며 진딧물 같은 자기보다 작은 곤충을 잡아먹고 산다. 한국, 일본에 분포한다.

## 사진

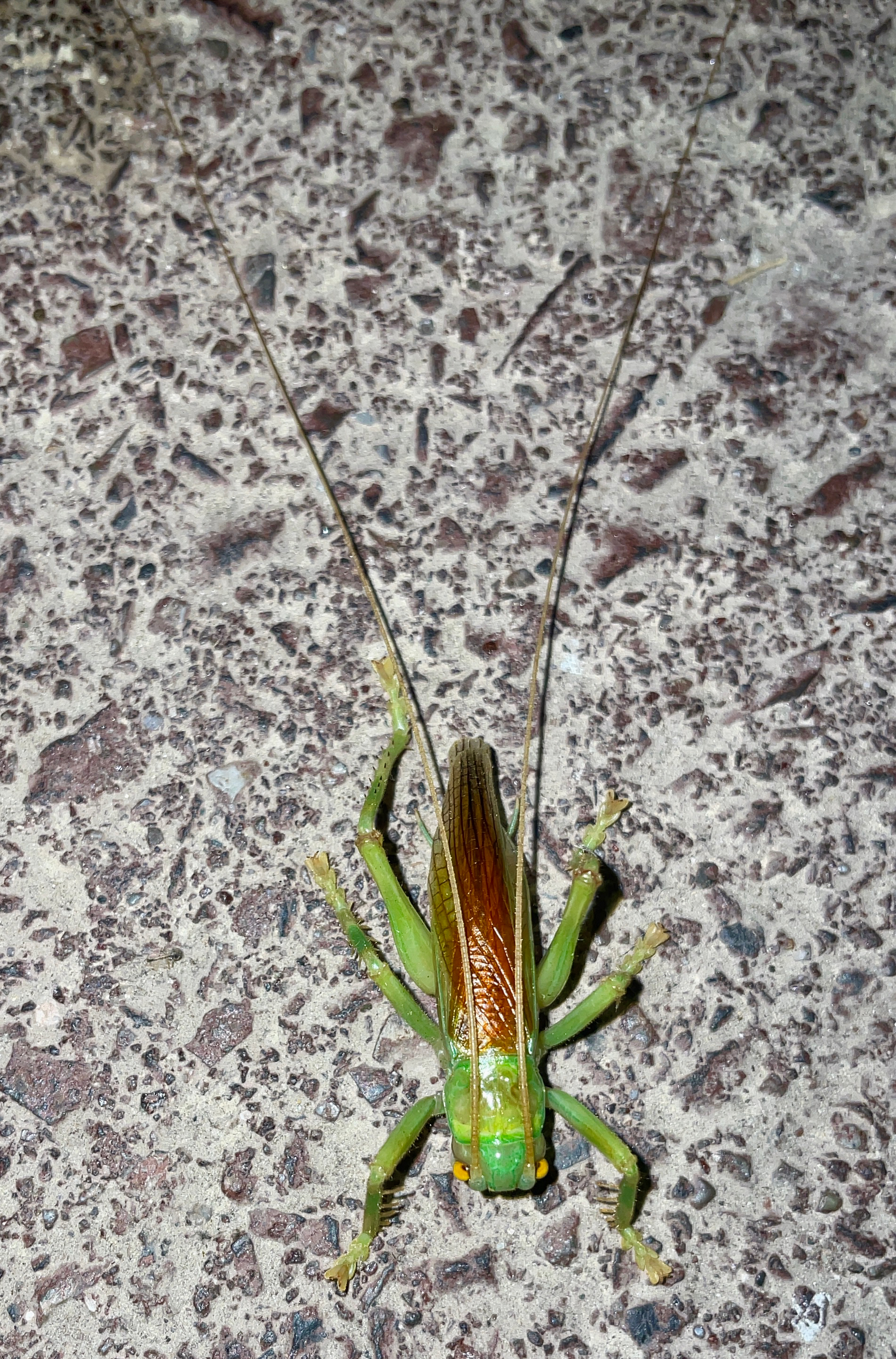
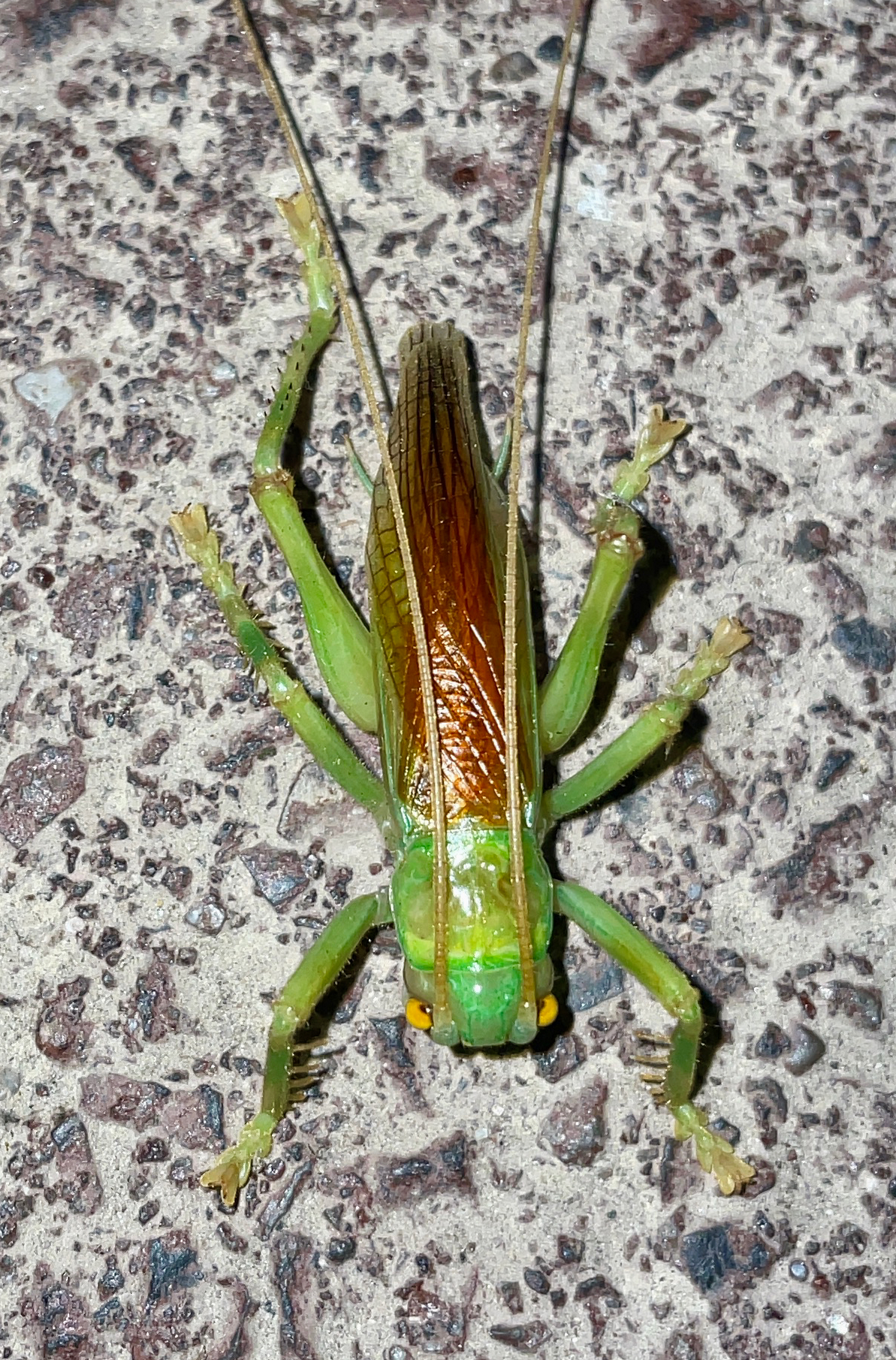
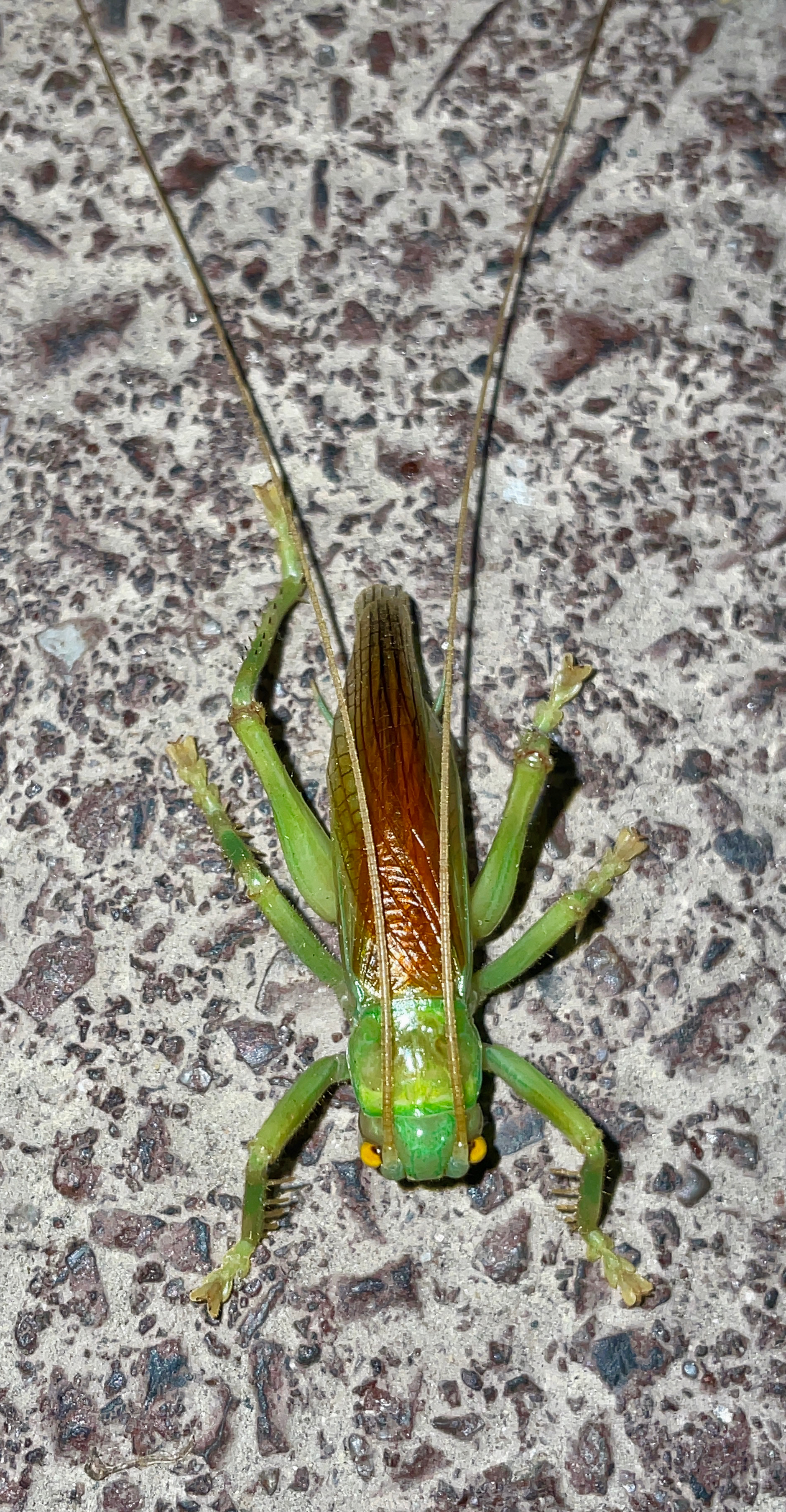
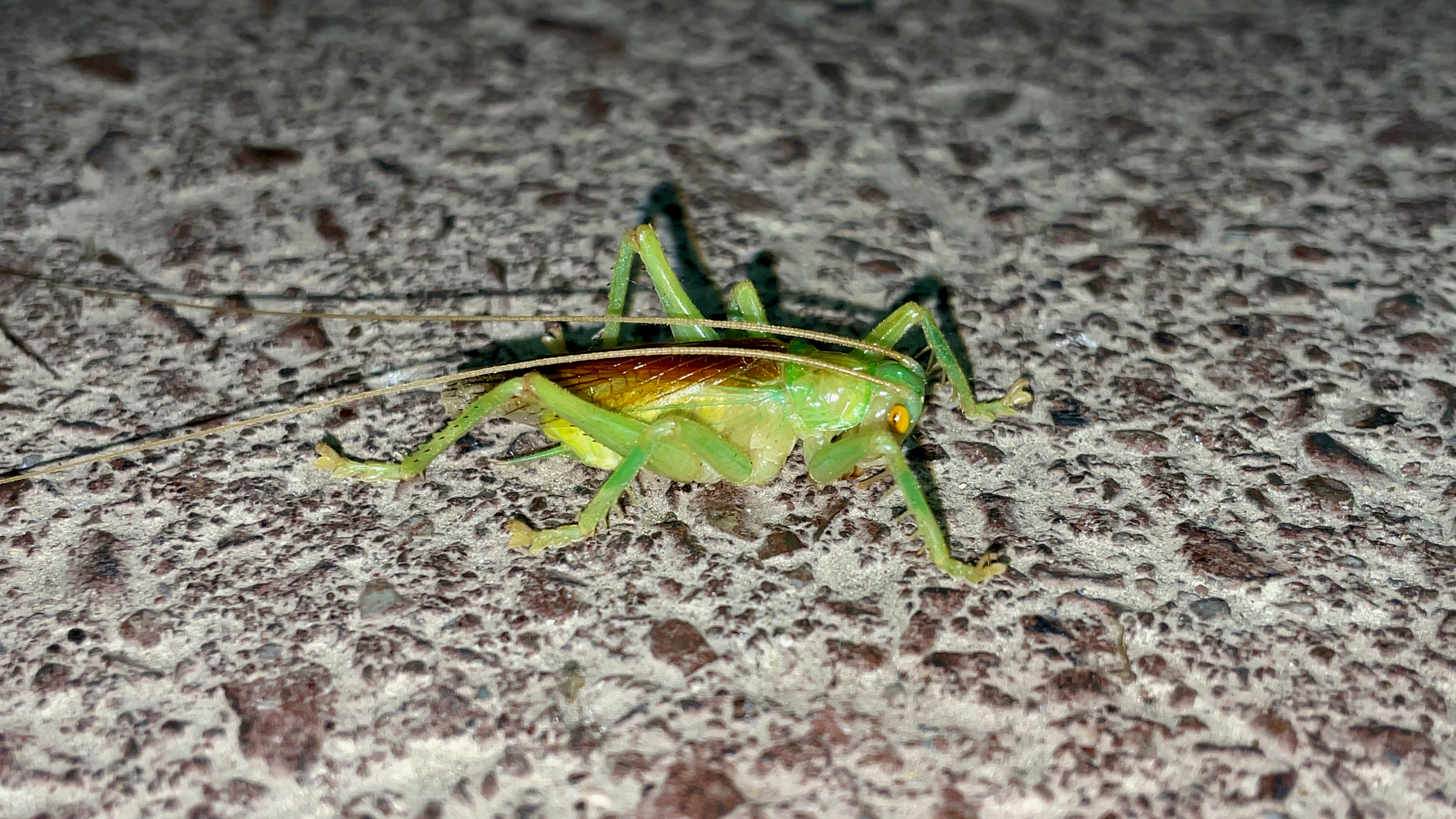
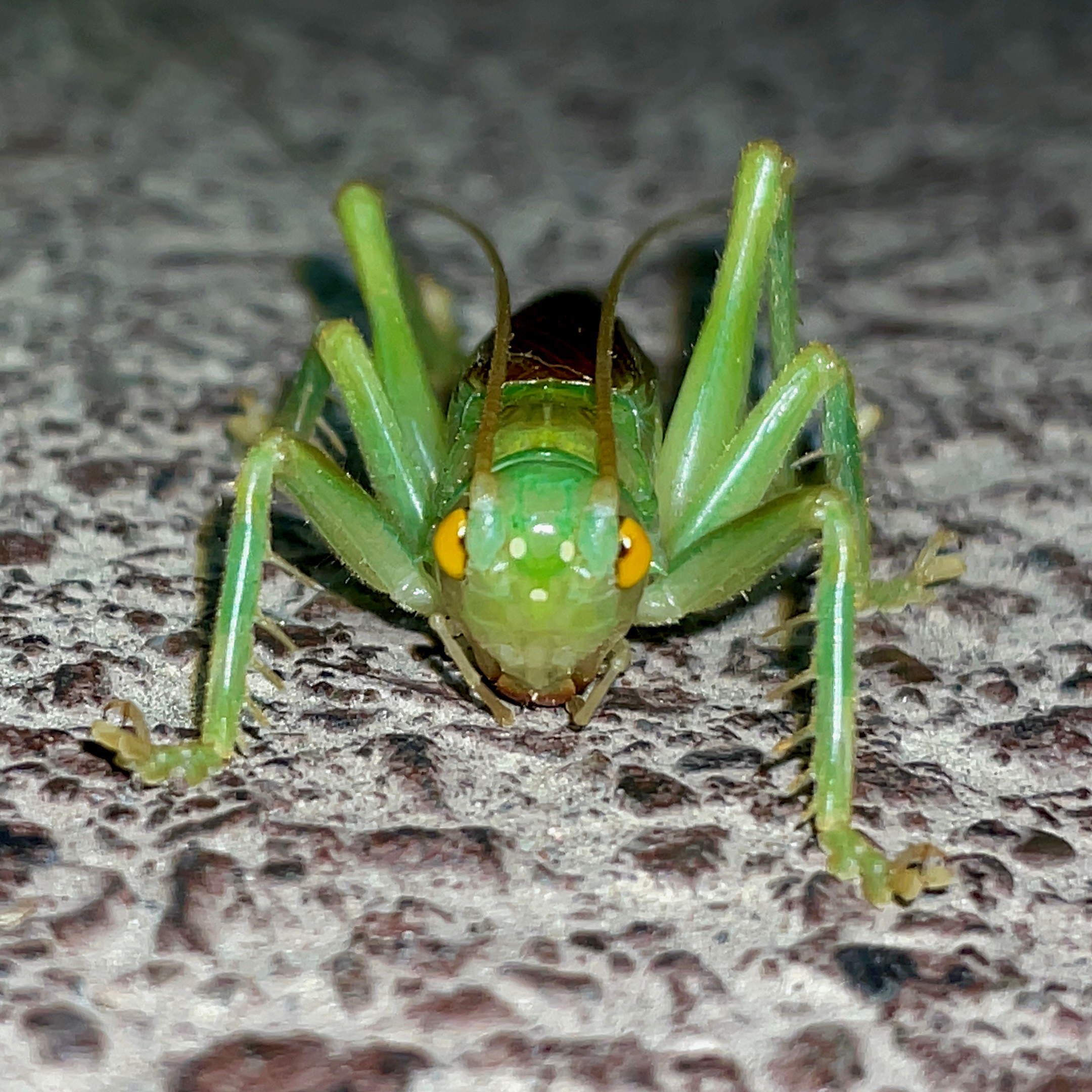
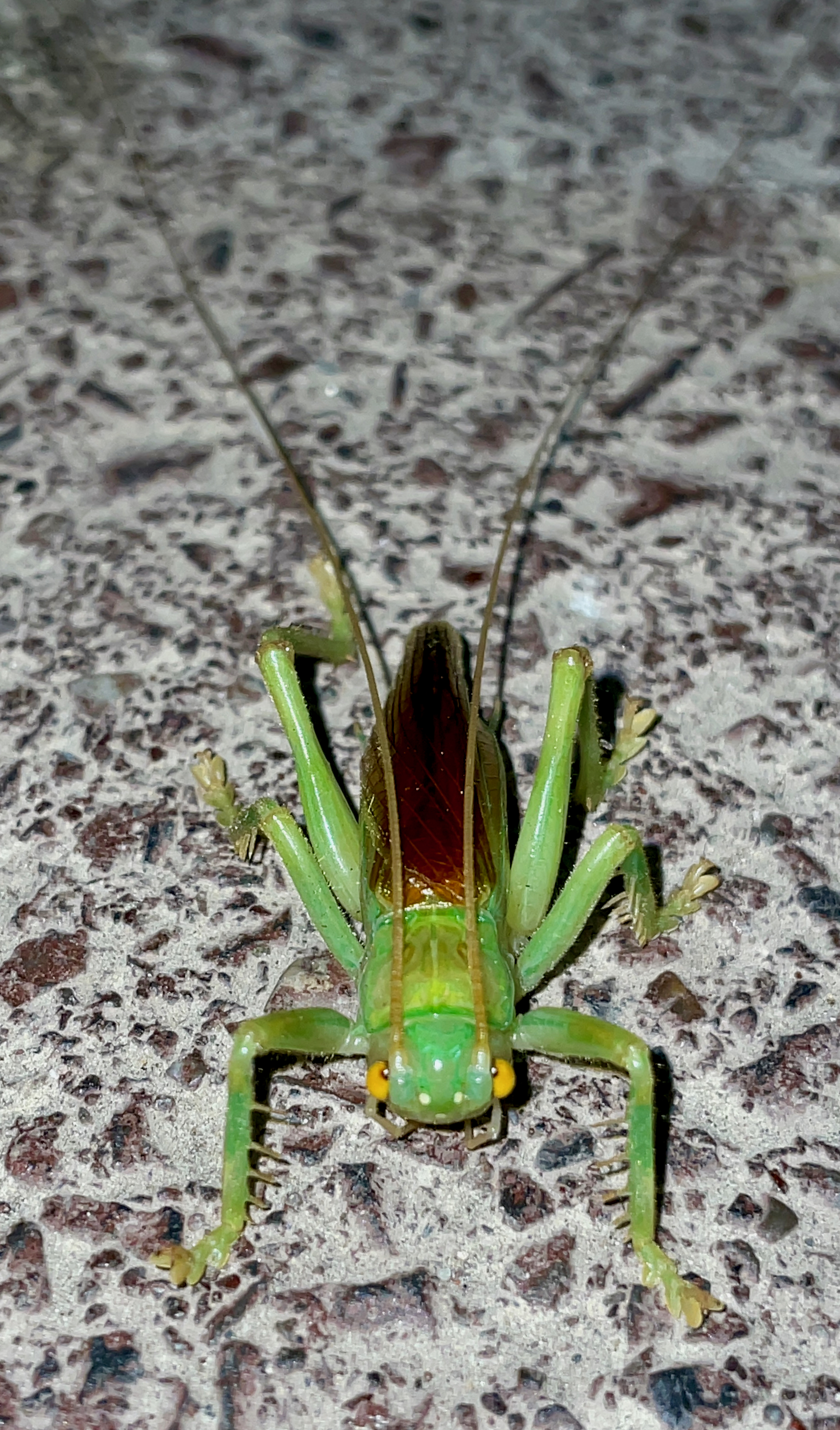

## 같이 보기
- 민어리여치